# Stigmata (album)
Stigmata je drugi studijski album švedskog melodičnog death metal sastava Arch Enemy. Prvi je uradak grupe koji je bio objavljen diljem svijeta; diskografska kuća Century Media Records 5. svibnja 1998. godine objavila ga je u Europi i Sjevernoj Americi, dok ga je u Japanu objavio Toy's Factory. Na njemu se pojavljuje studijski bubnjar Peter Wildoer, koji je prije objave tog albuma svirao bubnjeve na albumu Crossing the Rubicon grupe Armageddon, samostalnom projektu Christophera Amotta. Ponovno je bio objavljen 25. svibnja 2009. s novom naslovnicom i bonus skladbama. Stigmata ne sadrži samo naslovnu skladbu, već i pjesmu nazvanu prema prethodnom albumu skupine, Black Earthu.

## Popis pjesama
| 1.    | »Beast of Man«                 | Michael Amott         | M. Amott, Christopher Amott | 3:35 |
| 2.    | »Stigmata« (instrumental)      |                       | M. Amott                    | 2:12 |
| 3.    | »Sinister Mephisto«            | M. Amott              | M. Amott                    | 5:46 |
| 4.    | »Dark of the Sun«              | M. Amott              | M. Amott, C. Amott          | 7:00 |
| 5.    | »Let the Killing Begin«        | Johan Liiva, M. Amott | M. Amott, C. Amott          | 5:19 |
| 6.    | »Black Earth«                  | Liiva, M. Amott       | M. Amott                    | 6:39 |
| 7.    | »Tears of the Dead«            | M. Amott              | M. Amott                    | 5:56 |
| 8.    | »Vox Stellarum« (instrumental) |                       | Fredrik Nordström           | 2:08 |
| 9.    | »Bridge of Destiny«            | M. Amott              | M. Amott, C. Amott          | 7:45 |
| 46:20 |                                |                       |                             |      |

| Japanska inačica albuma | Japanska inačica albuma        | Japanska inačica albuma | Japanska inačica albuma     | Japanska inačica albuma | Japanska inačica albuma | Japanska inačica albuma | Japanska inačica albuma | Japanska inačica albuma | Japanska inačica albuma |
| Br.                     | Skladba                        | Tekstopisac             | Skladatelj                  | Trajanje                |                         |                         |                         |                         |                         |
| ----------------------- | ------------------------------ | ----------------------- | --------------------------- | ----------------------- | ----------------------- | ----------------------- | ----------------------- | ----------------------- | ----------------------- |
| 1.                      | »Beast of Man«                 | Michael Amott           | M. Amott, Christopher Amott | 3:35                    |                         |                         |                         |                         |                         |
| 2.                      | »Stigmata« (instrumental)      |                         | M. Amott                    | 2:12                    |                         |                         |                         |                         |                         |
| 3.                      | »Sinister Mephisto«            | M. Amott                | M. Amott                    | 5:46                    |                         |                         |                         |                         |                         |
| 4.                      | »Dark of the Sun«              | M. Amott                | M. Amott, C. Amott          | 7:00                    |                         |                         |                         |                         |                         |
| 5.                      | »Let the Killing Begin«        | Johan Liiva, M. Amott   | M. Amott, C. Amott          | 5:19                    |                         |                         |                         |                         |                         |
| 6.                      | »Black Earth«                  | Liiva, M. Amott         | M. Amott                    | 6:39                    |                         |                         |                         |                         |                         |
| 7.                      | »Hydra« (instrumental)         |                         | C. Amott, Fredrik Nordström | 0:57                    |                         |                         |                         |                         |                         |
| 8.                      | »Tears of the Dead«            | M. Amott                | M. Amott                    | 5:56                    |                         |                         |                         |                         |                         |
| 9.                      | »Diva Satanica«                | M. Amott                | C. Amott, M. Amott          | 3:43                    |                         |                         |                         |                         |                         |
| 10.                     | »Damnation's Way«              | Liiva, M. Amott         | Liiva, M. Amott             | 3:49                    |                         |                         |                         |                         |                         |
| 11.                     | »Vox Stellarum« (instrumental) |                         | Nordström                   | 2:08                    |                         |                         |                         |                         |                         |
| 12.                     | »Bridge of Destiny«            | M. Amott                | M. Amott, C. Amott          | 7:45                    |                         |                         |                         |                         |                         |
| 54:49                   |                                |                         |                             |                         |                         |                         |                         |                         |                         |

## Recenzije
Kritičari su napisali podijeljene recenzije o Stigmati dok su ju uspoređivali s prethodnim albumom skupine, Black Earthom. Jason Anderson iz Allmusica napomenuo je: "Kao što se često događa s vrlo očekivanim novim albumima, Stigmata je razočarala neke obožavatelje onime što bi neki mogli nazvati malo suzdržanijim zvukom i manjom količinom materijala". Kritizirao je pjevača Johana Liivu i dolazak studijskog bubnjara Petera Wildoera. Međutim, Anderson je pohvalio Michaela Amotta izjavivši: "Ti su problemi doista sitnica kad ih se uravnoteži s Amottovim odličnim sviranjem i skladanjem pjesama. Iako je Stigmata za dlaku gori od debitantskog albuma, Arch Enemy i dalje na svojem drugom uratku svira dosta dobar melodični death metal." Paul Schwarz iz Chronicles of Chaosa prvo je spomenuo da je "Arch Enemy otišao u zanimljivom i pomalo neočekivanom smjeru nakon debitantskog albuma Black Earth objavljenog dvije godine". Komentirao je da sastav "svoje 'melodije' nije preuzeo niti iz popa pa čak niti narodne glazbe" i da ono što označava razliku između tih dvaju albuma "može se opisati trima riječima: klasični heavy metal." Schwarz je svoju pozitivnu recenziju zaključio napisavši da je "Stigmata općenito izvrstan album i da prikazuje najbolji glazbeni smjer koji je Arch Enemy mogao odabrati nakon kritičkog uspjeha Black Eartha."
Recenzenti Paul Schwarz i EvilG spomenuli su da zvukovi podsjećaju na Carcassov album Heartwork. Schwarz je usporedio album s Black Earthom: "Uvodna skladba "Beast of Man" započinje opakim rifovima i gromovitim dvostrukim bas bubnjevima, zbog čega bi netko mogao pogrešno pomisliti da će novi materijal biti vrlo sličan Carcassu u doba Heartworka, zvuku koji je obilježio većinu Black Eartha.  Arch Enemy zapravo je otišao u suprotnom smjeru - mislim na žestinu, ne kvalitetu - i stvorio album na kojem ima više melodije nego na BE-u, pogotovo tijekom refrena." EvilG iz Metal Rulesa pohvalio je pjesme izjavivši: "Mislim da je tajna odličnosti tog CD-a u tome što je uspio uloviti Carcassov zvuk i atmosferu u vrijeme Heartworka i istovremeno uveo više melodija, kao i neke zvukove power metala."

## Zasluge
| Arch Enemy - Daniel Erlandsson – bubnjevi (na skladbi "Beast of Man") - Johan Liiva – vokali - Michael Amott – gitara, produkcija - Christopher Amott – gitara - Martin Bengtsson – bas-gitara Dodatni glazbenici - Peter Wildoer – bubnjevi - Fredrik Nordström – klavijature, klavir, produkcija, inženjer zvuka | Ostalo osoblje - Segerfalk X – naslovnica, dizajn, fotografija - Kristian Gunnemo – dizajn, fotografija - Carl Ljungberg – fotografija - Göran Finnberg – mastering - Kris Verwimp – naslovnica |